# Quercus schottkyana
Quercus schottkyana — вид рослин з родини букових (Fagaceae), ендемік Китаю.

## Опис
Це дерево досягає 20 м заввишки; часто кущ до 5–6 м. Гілочки зеленуваті або коричневі, вовнисті, потім ± голі. Листки від еліптичних до зворотнояйцювато-зворотноланцетних, шкірясті, товсті, 5–12 × 2–5 см; верхівка від хвостатої до загостреної; основа злегка клиноподібна або майже кругла; край на верхівкових 2/3 зубчастий; верх гладкий, зелений, голий; низ сірувато-зелений, коричнево-жовто вовнистий вздовж жил; ніжка листка 5–20 мм. Цвітіння: травень. Маточкові суцвіття завдовжки 2 см. Жолуді яйцюваті, у діаметрі 12 мм; чашечка в діаметрі 8–12 мм, завдовжки 6–8 мм, з 6–8 концентричними кільцями, закриває 1/3 або 1/2 горіха; дозрівають у перший рік.

## Середовище проживання
Поширення: Південнозахідний Китай (Гуйчжоу, Сичуань, Юньнань). Росте на висотах від 1500 до 2500 метрів. Населяє широколисті вічнозелені ліси в горах. Віддає перевагу вапняним ґрунтам.